# NGC 1486
NGC 1486 è una galassia a spirale situata nella costellazione dell'Eridano, a una distanza di circa 353 milioni di anni luce dalla nostra Via Lattea.

## Scoperta
La galassia è stata scoperta nel 1886 dall'astronomo statunitense Francis Leavenworth.

## Descrizione
NGC 1486 ha una classe di luminosità II.